# Morgana King
Morgana King, geboren als Maria Grazia Morgana Messina (Pleasantville, 4 juni 1930 - Palm Springs, 22 maart 2018)
was een Amerikaanse zangeres en actrice van Italiaanse afkomst.

## Biografie
King begon op 16-jarige leeftijd als jazz-zangeres. In 1956 bracht ze haar eerste album uit.
Pas in 1972 begon ze met een acteercarrière. In haar eerste film, The Godfather, werd ze gecast als Carmela Corleone, een rol die ze hernam voor The Godfather II. King zou uiteindelijk in vijf films meespelen.
In 1993 stopte ze met zingen. Acteren deed ze nog tot 1998.
Ze was twee keer getrouwd. Uit haar eerste huwelijk met trompettist Tony Fruscella had ze een dochter die in 2008 overleed. Later trouwde ze met trombonist Willie Dennis, die in 1965 overleed. King werd 87.
- Bibsys: 9022054
- Biblioteca Nacional de España: XX1740661
- Bibliothèque nationale de France: cb139405757 (data)
- Gemeinsame Normdatei: 129187216
- International Standard Name Identifier: 0000 0001 1436 7557
- Library of Congress Control Number: n85014431
- MusicBrainz: b601ade5-7980-47d9-bcab-6a099b258a95
- Nationale Bibliotheek van Israël: 987008816729305171
- Nationale Bibliotheek van Polen: a0000002968618
- Nederlandse Thesaurus van Auteursnamen: 071939598
- SNAC: w6mm9ddc
- Système universitaire de documentation: 197862012
- Virtual International Authority File: 2661172
- WorldCat: E39PBJxmGKR4hXWh3V73kxKDbd